# Stavro Vinjau
Stavro Vinjau (ur. 1893 w Përmecie, zm. 24 grudnia 1975 w Brindisi) – albański polityk i prawnik, w 1924 minister sprawiedliwości i edukacji w rządzie Fana Noliego.

## Życiorys
Ukończył studia na wydziale prawnym Uniwersytetu Rzymskiego. Po powrocie do kraju wykonywał zawód adwokata. W 1921 został wybrany deputowanym do parlamentu. Był związany z ugrupowaniem politycznym Krahut Kombetar, a następnie z Partią Ludową (Partia Popullore). W 1924 należał do grona polityków, którzy poparli zamach stanu przeprowadzony przez zwolenników Fana Noliego. W rządzie Noliego objął kierownictwo resortu sprawiedliwości i przejściowo także resort edukacji. W czasie pełnienia swojej funkcji podjął działania na rzecz utworzenia w Albanii seminarium dla kleryków prawosławnych.
Po przejęciu władzy przez zwolenników Ahmeda Zogu w grudniu 1924, Vinjau wyjechał z kraju i osiedlił się w Brindisi, gdzie prowadził działalność handlową. Zmarł w roku 1975.
Był żonaty (żona Aspasja z d. Bocci), miał dwoje dzieci. Imię polityka nosi jedna z ulic w południowej części Tirany.